# Meptyldinocap
Meptyldinocap ist ein 1:1-Gemisch von zwei isomeren chemischen Verbindungen aus der Gruppe der Dinitrophenyl-Crotonate. Es ist ein Fungizid und wurde 2007 von der Firma Dow AgroSciences auf den Markt gebracht.

## Struktur und Eigenschaften
Meptyldinocap ist ein 1:1-Gemisch von zwei isomeren Verbindungen und ISO-Name der aktivsten Bestandteile von Dinocap, einem noch komplexeren Stoffgemisch.
Meptyldinocap ist eine gelblich-braune Flüssigkeit und nahezu unlöslich in Wasser. Mit einer Halbwertszeit von 15 Tagen ist es im Boden nicht persistent. Eine Migration ins Grundwasser ist unwahrscheinlich, zudem baut es sich auch in wässrigen Systemen rasch ab.

## Verwendung und Wirkungsweise
Meptyldinocap wird als Fungizid zur Bekämpfung von Echtem Mehltau verwendet. Es wirkt dabei selektiv auf den Zielorganismus, wobei die genauen Gründe für diese Selektivität nicht erforscht sind. Es wird im landwirtschaftlichen Anbau von Wein, Obst und Gemüse angewandt. Meptyldinocap wirkt als Kontaktgift, indem es den Metabolismus der Zelle stört, die Sporenbildung unterdrückt und die Zellatmung blockiert.

## Zulassung
In einer Reihe von Staaten der EU, unter anderem Österreich, nicht aber in Deutschland und der Schweiz waren Pflanzenschutzmittel mit diesem Wirkstoff zugelassen (Handelsnamen Karathane Star, Karathane Gold). Die Zulassung in der Europäischen Union lief Ende März 2025 aus.